# Galassia Nana del Boote
La Galassia Nana del Boote (Boote I, Boo I dSph) è la galassia intrinsecamente più debole scoperta fino al 2006, con una luminosità totale di appena 100.000 volte la luminosità solare ed una magnitudine assoluta di -5,8. Si trova a 197.000 anni luce, in direzione della costellazione del Boote. Questa galassia nana sferoidale appare disgregata a causa delle elevate forze mareali della Via Lattea e possiede due correnti stellari che si congiungono a formare una croce. Di solito le galassie disgregate dalle forze mareali possiedono solo una "coda".
La galassia appare ancora più debole della già debolissima Galassia Nana Ursa Major I, nonché della singola stella Rigel (magnitudine assoluta -6.8).